# Площа на горі Герцля
Площа на горі Герцля — центральна урочиста площа на Горі Герцля у Єрусалимі. Площа використовується для  церемонії відкриття в День незалежності Ізраїлю щороку. На північній стороні площі знаходиться могила Теодора Герцля, засновника сучасного політичного сіонізму. Площа знаходиться на найвищому місці гори Герцля в центрі національного кладовища.
18 квітня 2012, під час репетицій для церемонії Дня незалежності, впавший електричний ліхтарний стовп вбив одного солдата й поранив ще сім інших. Загиблий солдат був похований на військовому кладовищі неподалік.

## Галерея

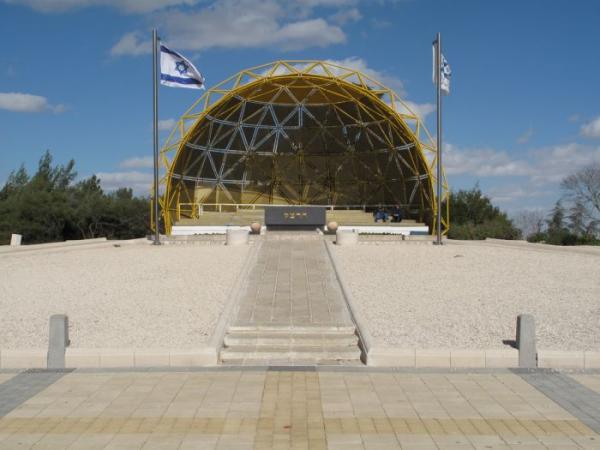
Могила Герцля на північній стороні
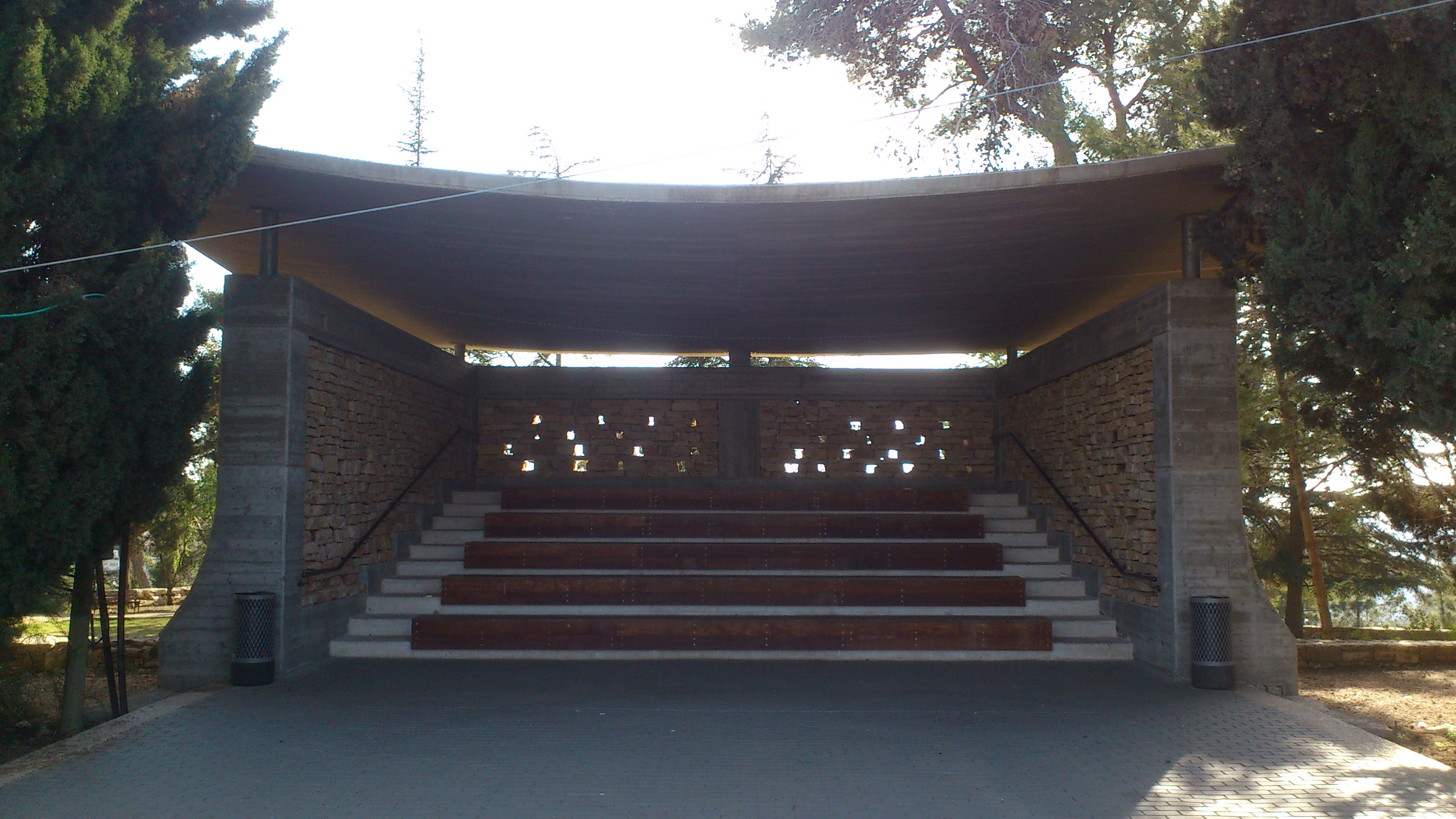
Трибуни на південній стороні